# Indiens flag
Indiens nationalflag består af tre lige brede vandrette bånd i farverne safran (øverst), hvid og grøn. Midtstillet i det hvide felt ses et blåt Ashoka chakra (24-eget hjul), hvis højde er ¾ af højden af det hvide felt. Flaget minder meget om Nigers flag, som i stedet for det blå hjul har en lille orange skive i det hvide felt.
Inden Indiens selvstændighed brugte kongrespartitilhængere et lignende flag, blot med en spinderok i midten.
- Koffardiflag
- Hærens flag
- Orlogsflag
- Luftvåbnets flag

- Wikimedia Commons har flere filer relateret til Indiens flag

| Flag | Spire Denne artikel om flag eller vexillologi er en spire som bør udbygges. Du er velkommen til at hjælpe Wikipedia ved at udvide den. |